# Митчелл, Гарри
Гарольд Джеймс «Гарри» Митчелл, более известный как Гарри Митчелл (англ. Harold James "Harry" Mitchell; 5 января 1898, Тивертон, Девон, Великобритания — 8 февраля 1983, Туикенем, Лондон, Великобритания) — британский боксёр, чемпион Олимпийских игр в Париже (1924) в полутяжёлом весе.

## Спортивная карьера
Принял участие в Олимпийских играх в Париже (1924), где завоевал золотую медаль.

В полутяжёлом весе в турнире участвовало 20 человек. Допускалось участие двух представителей от каждой страны.
Результаты на Олимпийских играх 1924 (вес до 79,38 кг):

Победил Карела Мильона (Нидерланды) дисквалификацией в 3-м раунде

Победил Робера Форже (Франция) по очкам

Победил Жоржа Россиньона (Франция) нокаутом в 1-м раунде

Победил Карло Сарауди (Италия) по очкам

Победил Тиге Петерсена (Дания) по очкам

## Память
Его имя носит спортивно-развлекательный Центр досуга Гарри Митчелла в городе Сметик, графство Уэст-Мидлендс.